# モソペレア
モソペレア族（Mosopelea、又はオフォ族、Ofo、やofogoula 、ofoeなどとも呼ばれたとされる）はかつてアメリカに定住していたアメリカ先住民族である。
オフォ族とも呼ばれるモソペレア族は、アルゴンキン語族のスー族系に属していたとされる。アーカンソー州やミシシッピ州に定住していたが、オハイオ州南東部から1673年頃に移動したとされる。1682年フランスの探検家ロベール＝カブリエ・ド・ラ・サールがミシシッピ川探索中に発見した。ナチェズ族とトゥーニカ族とは同盟を築いていたが、1700年代にフランス及び同盟を築いていた他の部族と衝突し、多くの者が死んだ。生き残ったごくわずかな者はトゥーニカ族に依存していた。しかし、20世紀初頭に両方とも絶滅してしまったとされる。